# Tabacalera
Tabacalera S.A. fue la sociedad mercantil creada por el régimen franquista en 1945 para gestionar el monopolio español de las labores del tabaco y timbre. Estuvo operando durante cerca de medio siglo, hasta que en 1999 fue privatizada. Poco después se fusionó con la francesa Seita para dar lugar a Altadis.

## Historia
La empresa vino a suceder a la antigua Compañía Arrendataria de Tabacos, que desde 1887 había gestionado el monopolio del tabaco en España. Tabacalera S.A. constituía pues un entramado empresarial de diferentes sociedades mercantiles, unas públicas, otras concesionarias y otras privadas, que abarcaban la producción, la transformación, la fabricación, la distribución y la venta en expendedurías de tabaco y timbre. Sociedades mercantiles entre las que destacaron los acuerdos participativos con Ebro Agrícolas, CARCESA o IT. RANDS CORPORATIONS.
En 1999 el Estado enajenó la sociedad monopolística Tabacalera S.A. Como resultado de dicha venta, se produjo —entre otras reestructuraciones— la creación de la sociedad mercantil privada Altadis con objeto de controlar parte del sector tabaquero existente y ser posteriormente privatizada, la cual se fusionó tiempo después con la francesa Seita. 
En 2008, el grupo británico Imperial Tobacco adquirió la compañía hispano-francesa mediante una Oferta Pública de Adquisición del 100% de las acciones.

## Productos
- Ducados.
- Fortuna.
- Nobel.
- Celtas
- Yuste
- Bonanza